# 国鉄ED15形電気機関車

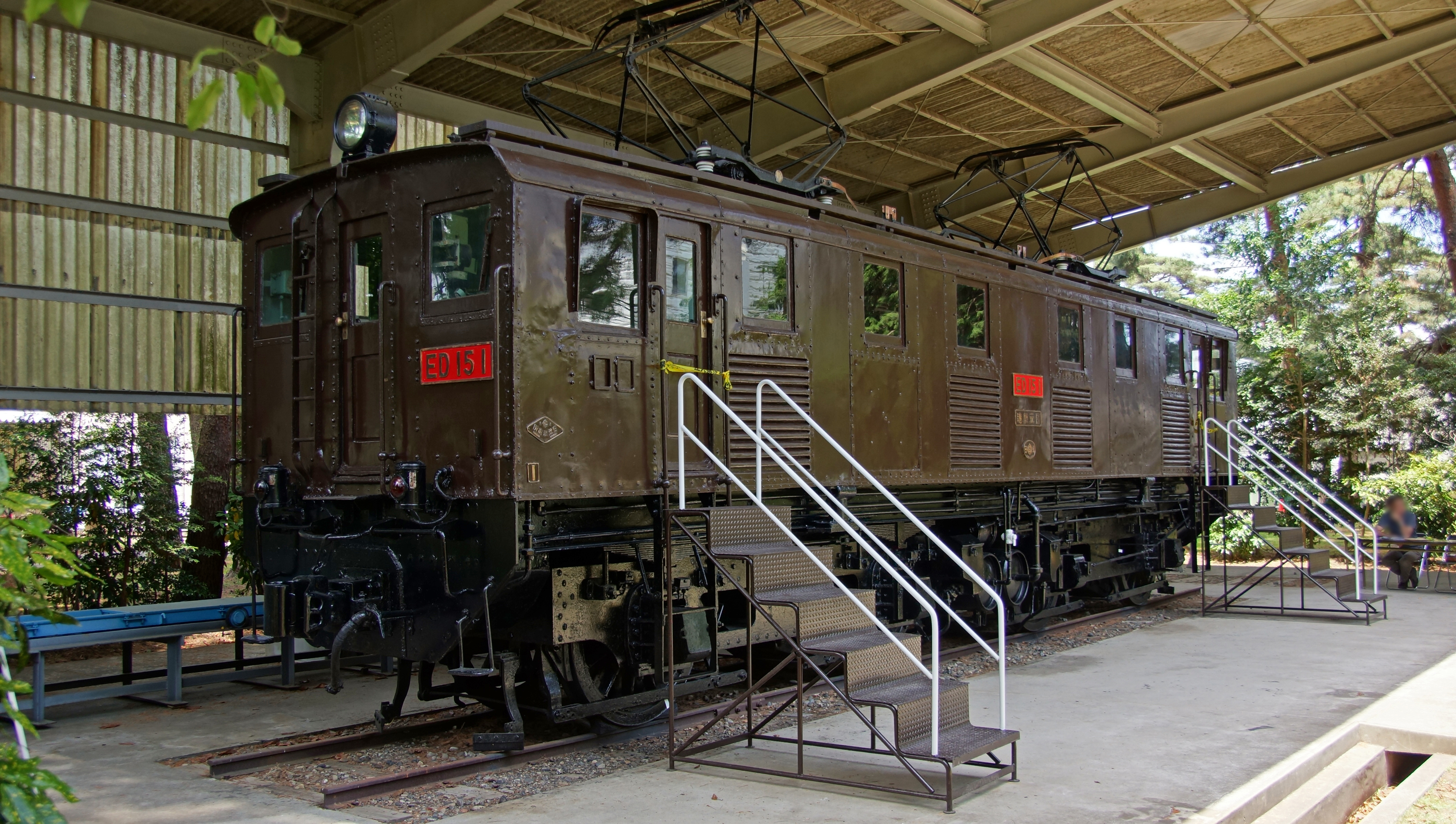
静態保存されている1号機
（2017年6月3日 / 日立製作所水戸事業所）

ED15形は、日本国有鉄道（国鉄）の前身である鉄道省が、1926年（大正15年）に日立製作所で製造した直流用電気機関車である。

## 概要
国産では初の民間製本線用電気機関車として、1070形の名で3両（1070 - 1072）が製造された。1928年（昭和3年）10月の車両形式称号規程改正により、ED15形（ED151 - ED153）に形式番号が改められている。
1922年（大正11年）12月、鉄道省大宮工場（現・大宮総合車両センター）で輸入電気機関車を小平浪平ら幹部が見学させてもらい、自社製造を決意。まだ鉄道省から注文がないまま1923年（大正12年）6月から製造に着手、第一号機が組立完了したのは1924年（大正13年）4月12日であった。1924年12月16日、鉄道省は、日立製作所製電気機関車（59トン）の公開試験運転をおこなった（のちのED15形）。
設計・製造とも日立製作所が独自に行い、電気部分の製造は助川工場（現・日立市）、車体を含む機械部分は笠戸工場が担当している。1924年（大正13年）12月に大宮工場で公開をした後、1925年（大正14年）1月からは東海道本線・東京 - 蒲田間で各種試験を行い、良好な成績をおさめることができた。
車体は当時主流の箱型、窓隅は角形、妻面に突き出した形状のはしごを有するなど、機能本位の無骨な外観で、屋根上にパンタグラフを2基搭載する。1号機と2、3号機とでは内部機器配置に相違があり、外観にも差が見られる。国産の本線用機関車としては初めて、先従台車のない全粘着軸形式で、車体の台枠を介して牽引力を伝えるスイベル式を採用した。この方式はその後の国鉄機では戦後まで省みられなかったが、日立では本機を小型化した機関車を富士身延鉄道（210形電気機関車）や長野電鉄（500形電気機関車）などに納入するなど、私鉄機では一般的な手法となる。
同時期に欧米から輸入されたED10形、ED11形、ED12形、ED13形、ED14形と同等の牽引定数とされたが、パンタグラフは架線の高さが高いときの押上げ力が小さく、架線が低いときの押上げ力が大きいという問題点があったとされ、のちに国鉄標準形として制式採用されたPS10形に取り替えられている。

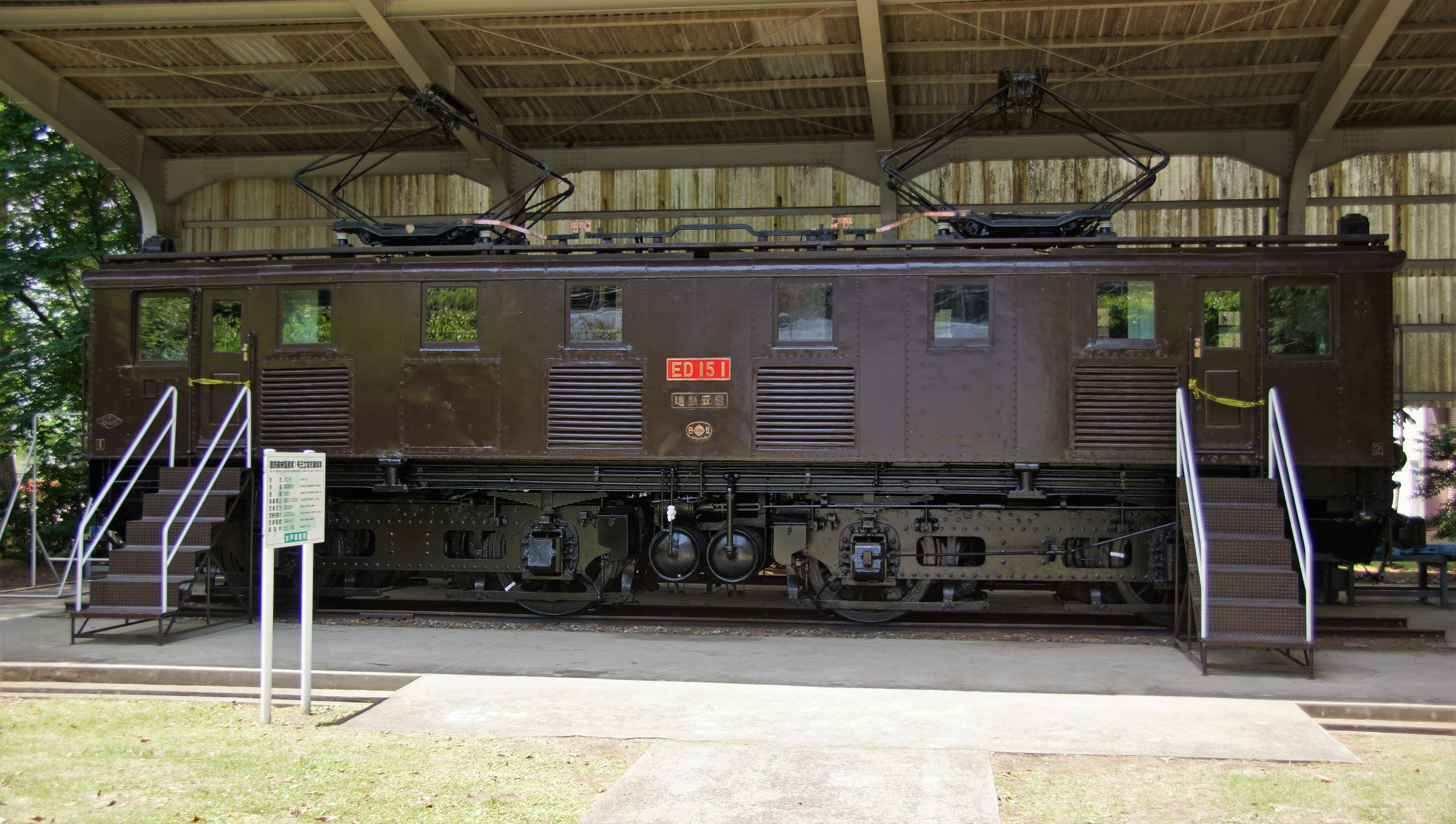
静態保存されている1号機 （2017年6月3日 / 日立製作所水戸事業所）
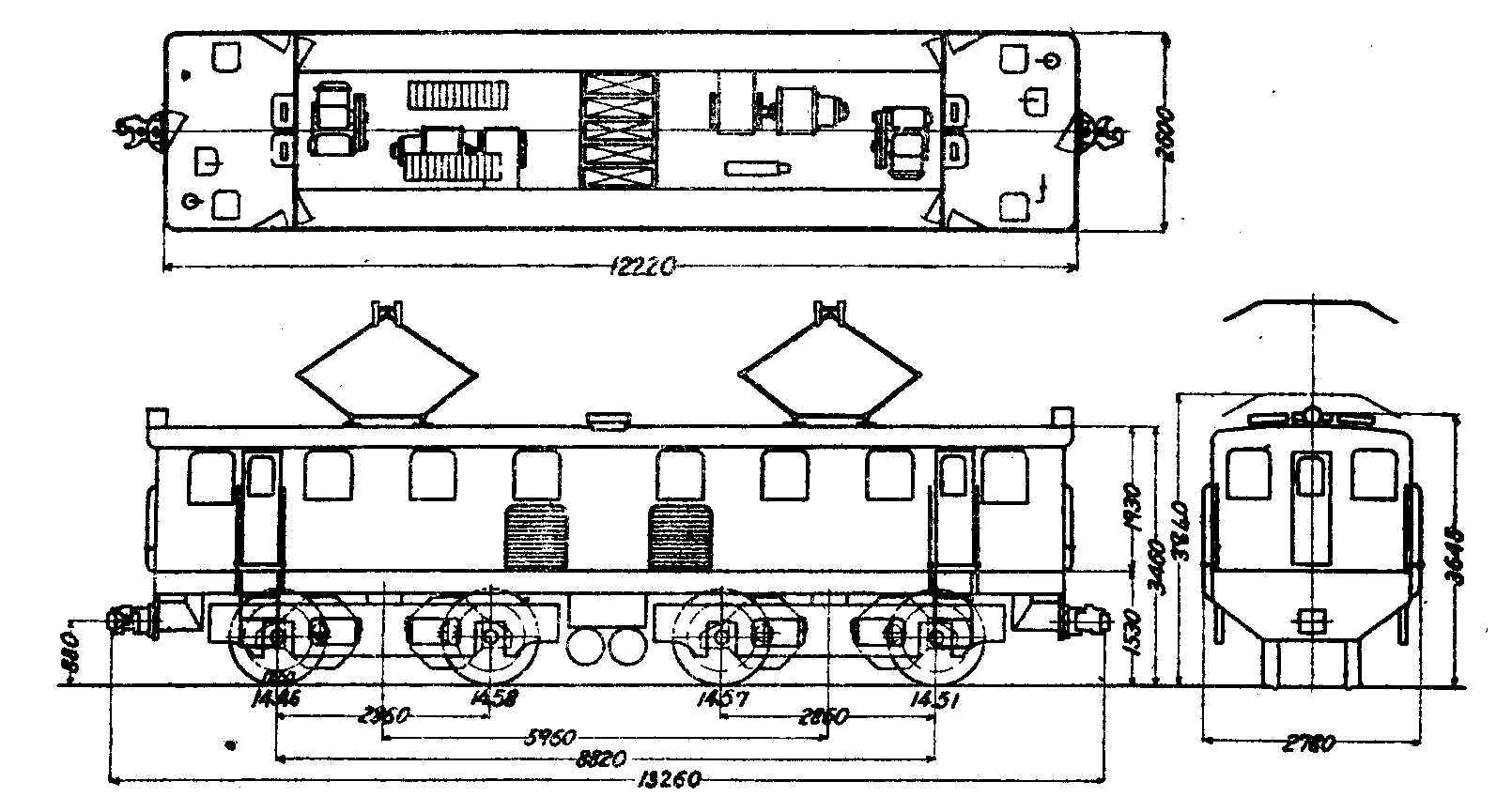
ED151の形式図
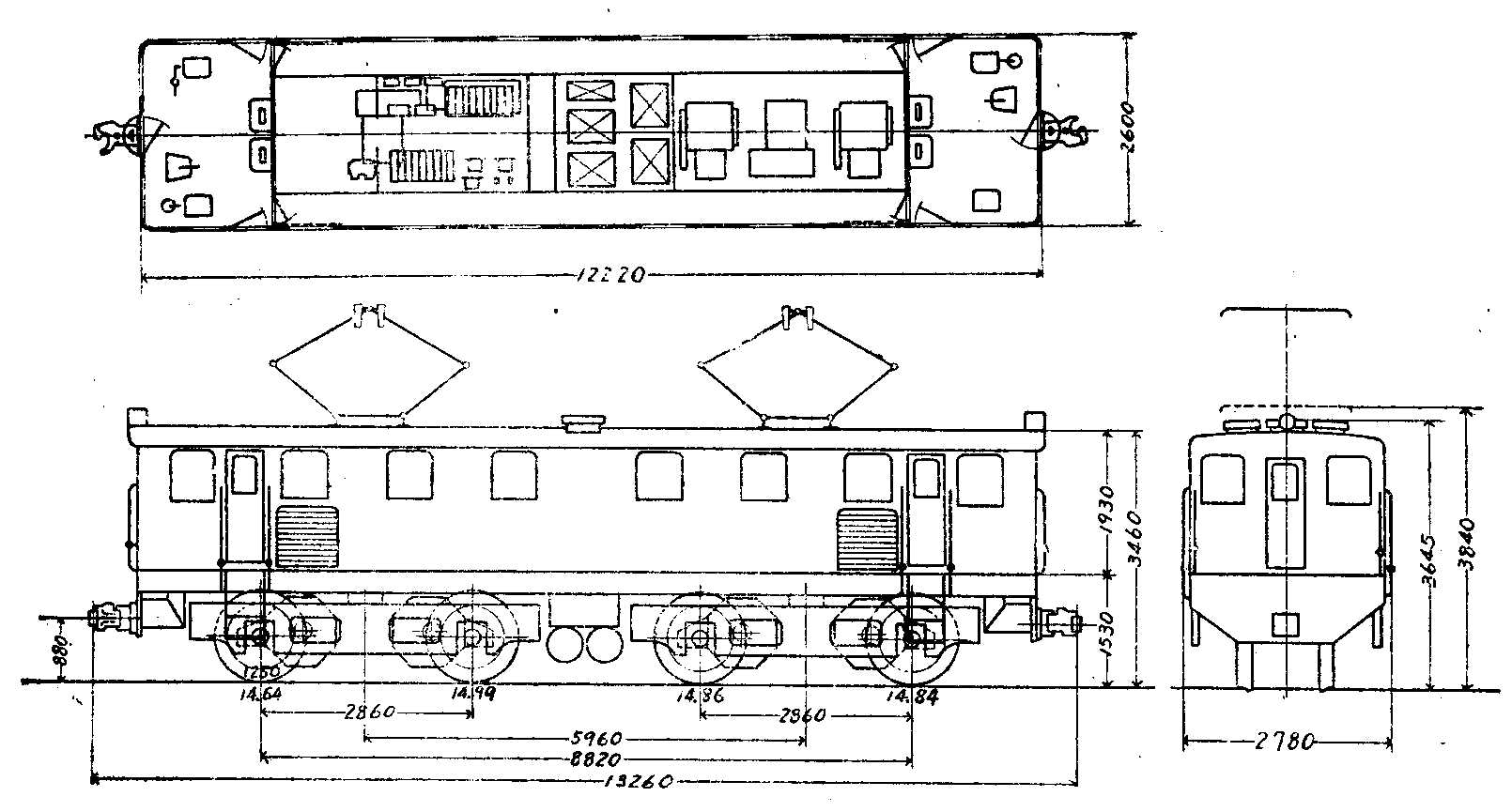
ED152, ED153の形式図

## 運用
当初は、東海道本線で貨物列車を牽引していたが、1932年（昭和7年）に八王子機関区（現・八王子総合鉄道部）に移り、中央本線で使用された。のちに一部を除いて東海道本線に戻されたが、老朽化に伴う台枠の変形等の故障が多くなったため、1959年（昭和34年）から1960年（昭和35年）にかけて順次廃車された。

## 主要諸元
- 全長：13,260mm
- 全幅：27,80mm
- 全高：3,840mm
- 運転整備重量：58.12t
- 電気方式：直流1,500V（架空電車線方式）
- 軸配置：B-B
- 台車形式：板台枠
- 主電動機：MT18形×4基
- 歯車比：19:77（1:4.05）
- 1時間定格出力：820kW
- 1時間定格引張力：9,000kg
- 1時間定格速度：34km/h
- 最高運転速度：65km/h
- 動力伝達方式：歯車1段減速、吊り掛け式
- 制御方式：非重連、抵抗制御、2段組み合わせ制御、弱め界磁制御
- 主制御器：電磁空気単位スイッチ式
- ブレーキ方式：EL14A空気ブレーキ、手ブレーキ

## 保存機
1960年に廃車となった1号機が、日立製作所水戸事業所に静態保存されている。
2011年7月24日、日本機械学会により「幹線用電気機関車ED15形」として機械遺産に選定された。